# Pygmaeascincus
Pygmaeascincus – rodzaj jaszczurek z podrodziny Eugongylinae w rodzinie scynkowatych (Scincidae).

## Zasięg występowania
Rodzaj obejmuje gatunki występujące w stanie Queensland w Australii. 

## Systematyka

### Etymologia
Pygmaeascincus (rodz. męski): łac. pygmaeus „karłowaty”, od gr. πυγμαιος pugmaios „wielkości pięści, karłowaty”, od πυγμη pugmē „pięść”; scincus „rodzaj jaszczurki, scynk”.

### Podział systematyczny
Do rodzaju należą następujące gatunki: 
- Pygmaeascincus koshlandae
- Pygmaeascincus sadlieri
- Pygmaeascincus timlowi